# Riverview (Virginia)
Riverview es un lugar designado por el censo situado en el condado de Wise, Virginia  (Estados Unidos). Según el censo de 2010 tenía una población de 782 habitantes.

## Demografía
Según el censo de 2010, Riverview tenía una población en la que el 98,7% eran blancos; el 0,4% afroamericanos; el 0,3% eran indios americanos y nativos de Alaska; el 0,0% eran asiáticos; el 0,0% hawaianos y otros isleños del Pacífico; el 0,5% de otra raza, y el 0,1% a partir de dos o más razas. El 0,0% del total de la población eran hispanos o latinos de cualquier raza.